# 珉
珉（注音：ㄇㄧㄣˊ；漢語拼音：mín；琉球語：／  ?；？—1400年或1395年）是琉球國三山時代北山王國的第二代國王。1393年至1400年（或1395年）在位。
他是怕尼芝的長子。1394年，北山王珉曾向明朝朝貢。其餘的事跡不詳。
北山王珉死後，由其長子攀安知繼位。
| 北山王珉      |                                              |               |
| 前任： 怕尼芝 | 第二代北山王國國王 1393年—1400年（或1395年） | 繼任： 攀安知 |